# Piccadilly – Nachtwelt
Piccadilly – Nachtwelt ist ein britischer Spielfilm (Stummfilm) von Ewald André Dupont aus dem Jahre 1929.

## Handlung
Die Stars des Londoner Nachtclubs „Piccadilly“ sind das Tanzpaar Mabel und Vic, wobei Vic der eigentliche Könner und Publikumsliebling ist, während Mabel ihre Karriere vor allem der Förderung durch den Clubbesitzer, Valentine Wilmot, verdankt, mit dem sie auch eine inoffizielle Liebesbeziehung hat. Als Mabels und Vics Tanznummer durch einen Gast gestört wird, der sich über einen schmutzigen Teller beklagt, forscht Valentine nach der Ursache der Klage und findet in der Küche das gesamte Abwaschpersonal versunken in den Anblick von Shosho, einer chinesischen Tellerwäscherin, die statt zu arbeiten eine improvisierte Tanznummer vorführt. Valentine kündigt Shosho. Wenig später kündigt auch Vic, der in Mabel verliebt ist und hofft, sie überreden zu können, mit ihm nach Amerika, an den Broadway zu gehen. Da Vic sich in der Vergangenheit wiederholt an Mabel herangemacht hat, kommt dem eifersüchtigen Valentine diese Kündigung sehr gelegen, und als Vic schließlich behauptet, Mabel liebe ihn, nutzt Valentine die Gelegenheit, die Beendigung der Geschäftsbeziehungen auch mit einem Boxhieb zu besiegeln. Da er dennoch von Mabel enttäuscht ist, nimmt Valentine Shosho, deren Kündigung er rückgängig macht, insgeheim mit in sein Büro, um sie vortanzen zu lassen.
Nach Vics Fortgang verliert das „Piccadilly“ viel Publikum und die Geschäfte gehen schlecht. Valentine bietet Shosho hinter Mabels Rücken ein Engagement an. Gemeinsam mit dem Chinesen Jim, mit dem Shosho – was Valentine nicht weiß – eine zarte Liebesbeziehung verbindet, besuchen sie Londons Chinatown, Limehouse, um ein stilgerechtes Kostüm für die neue Tanznummer zu kaufen. Shoshos chinesische Tanznummer, zu der Jim die Musik beiträgt, wird von Publikum und Presse als Sensation aufgenommen. Mabel ist vor Eifersucht rasend und fällt schließlich sogar in Ohnmacht. Durch eine Indiskretion der Spülküchenchefin Bessie erfährt Mabel von Shoshos heimlichem Vortanzen in Valentines Büro; unabhängig davon entdeckt auch Jim Heimlichkeiten zwischen Valentine und seiner Freundin. Obwohl sie einander immer noch lieben, kündigt Mabel ihr Engagement und verlässt Valentine, der sich daraufhin auf Shosho einlässt. Nach dem gemeinsamen Besuch eines Tanzlokals drückt Shosho Valentine ihren Appartementschlüssel in die Hand. In ihrem Zimmer verführt sie ihn mit lasziver Gestik. Mabel beobachtet alles, wartet vor dem Haus und stellt Shosho, nachdem Valentine deren Wohnung verlassen und Jim ihr Einlass gewährt hat, zur Rede. Da sie weiß, dass Valentine ihrer Rivalin eigentlich nichts bedeutet, fordert sie von Shosho den Verzicht auf den Geliebten. Die erweist sich jedoch als unnachgiebig und nutzt die Gelegenheit sogar, um Mabel zu demütigen.
Am nächsten Tag wird Shosho in ihrer Wohnung erschossen aufgefunden. Es kommt zu einer Voruntersuchung vor Gericht, in deren Verlauf Jim den Tatverdacht zunächst auf seinen Rivalen Valentine lenkt. Überraschend macht dann jedoch Mabel eine umfassende Aussage: Während ihres Besuchs in Shoshos Wohnung hatte sie die – zuvor Valentine entwendete – Schusswaffe in ihrer Handtasche; Shosho hatte die Pistole dort schließlich entdeckt, sich irrtümlich bedroht geglaubt und in Selbstverteidigungsabsicht zu einem Dolch gegriffen. Mehr weiß Mabel jedoch nicht zu berichten, da sie vor Aufregung gleich daraufhin Ohnmacht gefallen sei. Zur selben Zeit unternimmt Jim, der den Gerichtssaal inzwischen verlassen hat, mit der Tatwaffe einen Selbstmordversuch. Sterbend gesteht er, dass er selbst Shosho – seine Ehefrau – aus Eifersucht erschossen hat.

## Hintergrund
Der Nachtclub des Films ist nach dem „Piccadilly Circus“ benannt, einer berühmten Straßenkreuzung im Londoner Stadtzentrum.

## Produktion, Kinoauswertung und Restaurierung
Die Dreharbeiten für „Piccadilly“ fanden im British International Pictures Studio, Elstree, Hertfordshire statt. In den USA wurde der Film erstmals am 1. Juni 1929 aufgeführt, in Großbritannien vermutlich bereits zuvor. Den Verleih übernahmen die Wardour Films Ltd. (Großbritannien) und die Sono Art-World Wide Pictures Inc. (USA).
Das British Film Institute (BFI) brachte 2003 eine restaurierte Fassung des Films heraus, die es in Gemeinschaft mit den Firmen Milestone Film & Video und Sunrise Silents selbst vertreibt.

## Kritik
Obwohl im Titel Gilda Gray als Hauptdarstellerin angekündigt wird, ist die eigentliche Hauptfigur des Films die von Anna May Wong dargestellte Chinesin Shosho. „Piccadilly“ ist der erste Film, den Wong in Großbritannien drehte. Sie hatte die USA 1928 verlassen, weil sie in Hollywood als Chinesin auf Rollen festgelegt war, die Fernöstler grob entstellten. In Deutschland und seit 1929 auch in Großbritannien fand sie weitaus mehr Gelegenheit, sympathische Asiatinnen auf die Leinwand zu bringen.
„Piccadilly“ ist nicht frei von chinesischen Stereotypen. Das knappe, bauchfreie, metallisch spiegelnde „chinesische“ Kostüm, das Shosho während ihrer Shownummer trägt, ist auf den ersten Blick als moderne Revuerequisite zu erkennen, die mit einem historischen chinesischen Bühnenkostüm nicht das geringste zu tun hat. Auch ihren Tod erleidet sie allzu offensichtlich nur deshalb, weil eine Fernöstlerin vor dem Hintergrund der zeitgenössischen Filmdramaturgie lebend einfach nicht davonkommen kann; im traditionellen Motivrepertoire der westlichen Welt ist das Auftreten ostasiatischer Frauen fast immer mit ihrem Tod verknüpft (z. B. „Madama Butterfly“). Besonders deutlich wird dieser Zusammenhang, wenn man „Piccadilly“ mit Filmen vergleicht, in denen weiße Frauen zu Revuestars aufsteigen: deren Geschichten münden in den 1920er und 1930er Jahren fast immer in ein Happy End.
Andererseits jedoch entspricht die Figur der Shosho in keiner Weise den stereotypen Figuren, die Wong in Hollywood sonst zu spielen hatte. Sie ist weder eine „China Doll“, d. h. eine Asiatin, die tragisch sterben muss, weil ihr weißer Geliebter sie verlässt, noch eine „Dragon Lady“, d. h. ein fernöstlicher Vamp, der weiße Männer verführt, um sie zu verraten und zu betrügen. Wong zeigt in diesem Film das gesamte Spektrum von ungekünsteltem, unschuldigem Liebreiz bis hin zu einer gewissen Skrupellosigkeit, letztere vor allem im Umgang mit ihrem Liebsten, Jim, von dem sie sich gelegentlich wie von einem Untergebenen bedienen lässt, den sie jedoch zur Seite schiebt, wenn sie ihn gerade nicht gebrauchen kann. Während solche Frauenfiguren gewöhnlich jedoch mit abstoßenden Zügen gezeigt werden, spielt Wong die Shosho mit vollendeter Anmut, sodass das Publikum durch ihren moralischen Abstieg eher betroffen als entrüstet ist.
Charakteristisch für „Piccadilly“ ist eine Vielzahl von Schauplätzen mit jeweils ganz unterschiedlichem Sozialcharakter. Der Nachtclub „Piccadilly“ mit seinem eleganten „Upper Class“-Publikum wird mit Unterschichtmilieu der Tellerwäscher kontrastiert. Weitere Szenen spielen in der geheimnisvoll-fremden Welt der Chinatown und in einer Spelunke mit Publikum unterschiedlicher Hautfarben. Auch die Hauptfigur Shosho überschreitet die Grenze zwischen den sozialen Welten, als sie von der Tellerwäscherin in zerrissenen Strümpfen zum modisch perfekt gekleideten, eleganten Bühnenstar aufsteigt.